# سیانوپرامین
سیانوپرامین (انگلیسی: Cianopramine) که با نام ۳-سیانوایمی پرامین نیز شناخته می‌شود، نوعی ضدافسردگی سه حلقه‌ای است که مشابه ایمی پرامین بوده و به عنوان مهارکننده بازجذب سروتونین عمل می‌کند. این دارو آنتاگونیست ضعیف گیرنده سروتونین نیز هست.